# Rječina
Rječina (tal. Fiumara) je rijeka koja se u gradu Rijeci ulijeva u Jadransko more.

## Opis
Autohtoni nazivi su Ričina ili Rečina (čak.) i Fiumara (fiumanski). U Starom vijeku naziva se Tarsia flumen (od keltskog tars=kanjon, klisura). G. Kobler spominje i naziv Phlawon (kelt. riječ za manju rijeku) te otud i njem. naziv za Rijeku u XV. st. St. Veit am Plawon. 
Duga je oko 19 km, korito joj je širine prosječno 9 - 16 m. Izvire iz pećine na nadmorskoj visini od 325 m ispod strme litice brda Kičeja (606 m n.m.). Do 1870. g izvirala je ispod susjednog vrha Podjavorja, no taj izvor se zatrpao zbog potresa u blizini Klane. Najveći pritoci su joj Sušica, Lužac, Zala, Zahumčica, Golubinka, Ričinica i Borovšćica no oni su uglavnom bujice i veći dio godine su suhi. 
Rječina velikim dijelom teče kroz strmi kanjon. U Rijeci se račva na Mrtvi kanal (staro korito) i novo korito koje je napravljeno u 19. stoljeću.
Izvor Rječine se od 1915. koristi za vodoopskrbu Rijeke, a 1968. kod sela Valići izgrađena je brana za Hidroelektranu Rijeka i nastalo je istoimeno umjetno jezero. 
Od znamenitosti poznat je obnovljeni Gašparov mlin u Martinovom Selu, koji se spominje u aktu iz 26. III. 1619. kojim nadbiskup Ferdinando dopušta nekom Gasparu Chnesichu produženje dozvole za zapljenu gdje se spominje i mlin na Rječini riječima "eine Mull am Flusse Pflaum". 
Rječina je kroz čitavu povijest srednjeg i novog vijeka bila granica prema Hrvatskoj osim za Jelačićeve okupacije Rijeke (1848. – 1868.) i partizanskog pripojenja Rijeke Hrvatskoj nakon II. svjetskog rata. Između 2 rata Rječina je bila granica između Kraljevine Italije i Kraljevine Jugoslavije, tj. talijanske Rijeke (Fiume) i hrvatskog Sušaka.

## Fauna
Od faune najpoznatiji su potočna pastrva i riječni rak. Od vodenih kukaca i beskralješnjaka zabilježeni su slapoljub, rakušac, bjelonogi rak, bujični vodencvijet, blijedi i obrubljeni obalčar, srednjoeuropski mrežičasti tular, vodena kopnica, smeđožili veliki tular, modra nauznačarka, modri kralj, vatreni jurišnik i riječna zdjelica.